# جوفيكا ستوكيتش
جوفيكا ستوكيتش (ولد في 7 أبريل 1987 في جراداتشاتس) هو لاعب كرة قدم بوسني محترف يلعب لنادي بوراتس شاماتس بعد فترة لعب مع نادي ألفا مودريتشا.

## حياته المهنية

### المسيرة مع الأندية
بعد أن لعب 5 سنوات مع نادي مودريتشا، انتقل إلى الخارج نحو المجر في صيف عام 2010 بالتوقيع مع نادي بودابست هونفيد إف سي المنافس في دوري الدرجة الأولى المجري. وخلال فترة التوقف الشتوي عاد للعب مع نادي زفييزدا غراداتشاتس في الدوري الممتاز البوسني، لكن في الصيف التالي عاد إلى المجر وهذه المرة للعب مع نادٍ آخر في دوري الدرجة الأولى هو كيتشكيميت آي. وفي فترة التوقف الشتوي لموسم 2011-12 انتقل إلى صربيا للعب مع نادي بي إس كيه بورشا المنافس في الدوري الصربي الممتاز. في صيف عام 2017 غادر نادي تشيليك زينيكا بعد فترات لعب سابقة في الكويت ومع أندية بوسنية كبيرة مثل بوراتس بانيا لوكا وزيليزنيتشار ساراييفو وغيرها.
في 18 يناير 2019 انضم ستوكيتش إلى نادي إسلوغا، ثم انضم بعد ذلك إلى نادي ألفا مودريتشا قبل موسم 2019/20.

### المسيرة الدولية
كان ضمن صفوف منتخبي البوسنة تحت 19 عام، وتحت 21 عام.

## روابط خارجية
- Jovica Stokić على موقع الاتحاد الأوربي (الإنجليزية)
- Jovica Stokić على موقع دوري كوريا الجنوبية (الإنجليزية)
- Jovica Stokić على موقع قاعدة بيانات كرة القدم.إي يو (الإنجليزية)
- Jovica Stokić على موقع Soccerway.com (الإنجليزية)